# Fritz Bamberger (Unternehmer)
Fritz Bamberger (geboren als Friedrich Bamberger am 15. Dezember 1862 in Mitwitz, Oberfranken, Königreich Bayern; gestorben am 29. Juni 1942 im Ghetto Theresienstadt, Protektorat Böhmen und Mähren) war ein deutscher Unternehmer und Mäzen, der im oberfränkischen Lichtenfels wirkte.

## Familie
Friedrich Bamberger wurde als Sohn des Zuckerbäckers David Bamberger (geboren am 24. Dezember 1811 in Mitwitz, Mainkreis; gestorben am 23. Juni 1890 in Lichtenfels, Oberfranken) und dessen zweiter Ehefrau Adelheid Grabfelder (1829–1892) geboren und „Fritz“ genannt. Er hatte sechs Brüder, Karl (1855–1895), Sigmund (1856–1932), Philipp (1858–1919), Ludwig, Gustav (1864–1943) und Joseph (1867–1930) sowie zwei Halbschwestern und zwei Halbbrüder aus der ersten Ehe seines Vaters, Therese (1841–1935), Magdalena (1843–1913), Karl (1844–1845) und Salomon (1846–1910).
Den engsten geschwisterlichen Kontakt unterhielt Fritz mit seinem älteren Bruder Philipp, mit dem er von 1875 bis zu dessen Tod 1919 als Geschäftspartner im Familienbetrieb D. Bamberger kooperierte. Dafür hatte deren Vater David die beiden damals noch Minderjährigen ausersehen. Die Geschwister Karl, Sigmund und Gustav sowie deren Halbgeschwister Therese und Magdalena „Lina“ waren stattdessen in die Vereinigten Staaten ausgewandert. Mindestens Gustav war dort Mitbegründer eines Unternehmens, während der Jüngste, Joseph, ab 1887 in Lichtenfels ein mit D. Bamberger konkurrierendes Korbwarenunternehmen betrieb. Dies führte innerfamiliär zu einem Bruch mit Joseph und dessen Familienzweig.
Am 8. Juli 1889 heiratete Fritz Bamberger in Lichtenfels Emilie Ida Kaumheimer, genannt „Milli“ (geboren am 12. März 1870 in Burgkunstadt; gestorben nach dem 19. September 1942 im Vernichtungslager Treblinka), die Tochter des in Burgkunstadt ansässigen Viehhändlers Isaak Kaumheimer (geboren am 30. März 1839 in Roth bei Nürnberg; gestorben am 17. Oktober 1906 in Burgkunstadt) und dessen Ehefrau Sophie Kaumheimer, geb. Bamberger (geboren am 5. Januar 1835 in Burgkunstadt; gestorben am 29. August 1920 in Wiesbaden).
Aus der Ehe ging ein Sohn, Alfred David (geboren am 22. August 1890 in Lichtenfels; gestorben am 19. März 1956 in Newark, New Jersey, Vereinigte Staaten), hervor.

## Wirken
Fritz Bamberger wurde von seinem Vater bereits als 13-Jähriger zusammen mit seinem älteren Bruder Philipp im Jahr 1875 von seiner Geburtsstadt Mitwitz nach Lichtenfels geschickt, um dort eine Dépendance des Familienunternehmens D. Bamberger aufzubauen. Im Jahr 1884 übertrug der Vater seinen beiden Söhnen das Unternehmen vollständig. Fritz Bamberger wurde alleiniger Besitzer, als sein älterer Bruder Philipp im Jahr 1919 verstarb. Während der 1920er Jahre übertrug Fritz das Unternehmen der jüngeren dritten Unternehmergeneration, namentlich an seine beiden Neffen Otto Bamberger und Ludwig Bamberger, Söhne seines älteren Bruders Philipp, und an seinen eigenen Sohn Alfred. Von seinem frühen Einstieg in die Berufswelt 1875 war Fritz Bamberger somit rund ein halbes Jahrhundert für das Familienunternehmen tätig und blieb auch weiterhin direkt dort angrenzend wohnen. Fritz Bamberger galt als Mensch mit spartanischen Ansprüchen und machte kein großes Aufheben um sich. Stattdessen war er als Mäzen bekannt und spendete sowohl zugunsten seiner Geburtsstadt Mitwitz (2000 Reichsmark für eine Leichenhalle) als auch zugunsten seines Lebensmittelpunktes Lichtenfels für diverse Zwecke bzw. Anlässe.
Als sich dann nach dem 30. Januar 1933 der Nationalsozialismus zunehmend etablierte und das Staatswesen in diesem Sinn umgestaltete, nahm auch der nun staatlich betriebene und massiv geförderte Antisemitismus zu. Die meiste Zeit hatte Fritz Bamberger in der Bamberger Straße 45 (heute: Bamberger Straße 21) in Lichtenfels gewohnt und gearbeitet, 1933 wohnte er in der Hindenburgstraße 45, ab etwa Mitte 1937 in der Bamberger Straße 23. 1938/39 sahen sich die am Unternehmen beteiligten Bamberger-Familienzweige genötigt zu emigrieren, so auch Fritz’ Sohn Alfred, dem dank irregulärer Validierung der familiären Reisepässe für zwei Staaten durch den Lichtenfelser Verwaltungsbeamten Wilhelm Aumer und den von seinem Onkel Gustav (1864–1943) geleisteten Affidavits im August 1938 die Emigration nach England und im Dezember 1939 von dort in die Vereinigten Staaten gelang.

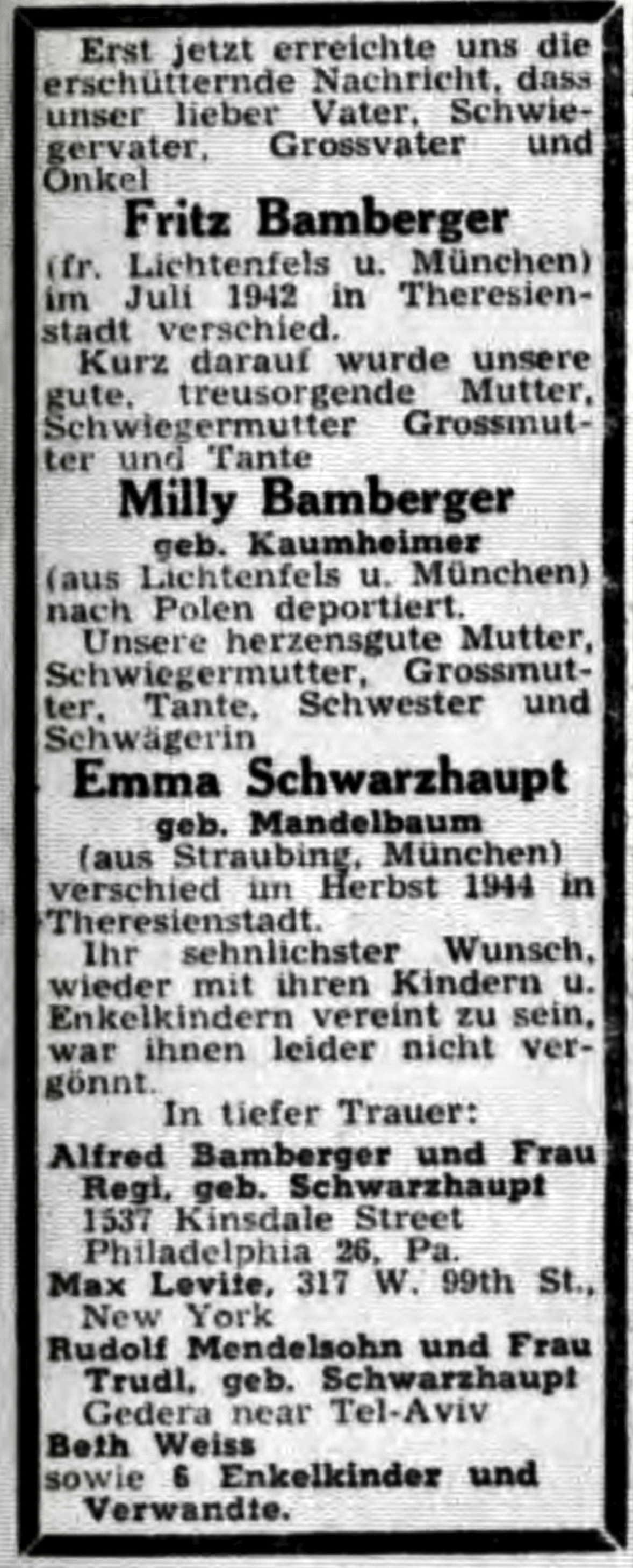
Trauerinserat in der deutsch-jüdischen Wochenzeitung Aufbau, New York City, 22. Juni 1945

Wenige Monate nach der zwangsweise betriebenen Enteignung („Entjudung“ bzw. „Arisierung“) des Familienunternehmens zugunsten von NS-Profiteuren zogen Fritz und Emilie Bamberger am 3. August 1939 nach München in die Sternwartstraße 24I. (Gebäude besteht noch). Das Ehepaar hielt sich für bereits zu alt, um zu emigrieren. Es hoffte, in der bayerischen Metropole – der „Hauptstadt der Bewegung“ – innerhalb der dortigen jüdischen Gemeinde besser geschützt und versorgt zu sein als in der erheblich kleineren Stadt Lichtenfels. Diese Annahme erwies sich jedoch als Trugschluss. Am 31. März 1941 musste das Paar seine Münchner Wohnung verlassen und in eine Pension in der Leopoldstraße 16III. (Gebäude besteht noch) umziehen. Dieser Wechsel hatte nur acht Monate Bestand; am 2. Dezember 1941 wurde das Ehepaar auf Klostergelände der Barmherzigen Schwestern in Bayern in ein in der Clemens-August-Straße 9 eingerichtetes Internierungslager (Sammellager Berg am Laim) eingewiesen, am 3. Februar 1942 in ein Barackenlager in der Knorrstraße 148 (Judenlager Milbertshofen). Für die Finanzierung der Errichtung des Judenlagers Milbertshofen wurde Fritz Bamberger seitens der Gestapo vorab am 5. Januar 1942 zu einer „freiwilligen Spende“ in Höhe von 5000 Reichsmark genötigt.
Fritz Bamberger wurde am 17. Juni 1942 zusammen mit seiner Ehefrau Emilie „Milli“ Ida, geborene Kaumheimer, mit Transport II/6 von München aus ins Ghetto Theresienstadt deportiert, wo er 79-jährig wenige Tage nach seiner Ankunft am 29. Juni 1942 verstarb. Seine Ehefrau Emilie Ida Bamberger wurde am 19. September 1942 mit Transport Bo in das Vernichtungslager Treblinka deportiert und dort 72-jährig ermordet.
Vom Tod seiner Eltern und seiner Schwiegermutter Emma Schwarzhaupt, geb. Mandelbaum (1875–1944), während der Shoáh erfuhr Alfred Bamberger erst kurz nach Kriegsende. In Theresienstadt umgekommen war jedoch auch sein Schwiegervater Carl Schwarzhaupt (1866–1943), zudem dessen Schwestern (in Theresienstadt und im Vernichtungslager Auschwitz-Birkenau).
Auf dem Jüdischen Friedhof der Stadt Lichtenfels wird das Ehepaar Fritz und Emilie Bamberger auf einem 1952 errichteten Gedenkstein für jüdische NS-Opfer erwähnt.

## Funktion
- Vorsitzender des Vereins für jüdisches Wissen, Lichtenfels[4]